# Alstroemeria bilabiata
Alstroemeria bilabiata är en alströmeriaväxtart som beskrevs av Pierfelice Ravenna. Alstroemeria bilabiata ingår i släktet alströmerior, och familjen alströmeriaväxter. Inga underarter finns listade i Catalogue of Life.